# ハチ目
ハチ目（ハチもく、Hymenoptera）は昆虫のグループの1つ。膜翅目（まくしもく）とも呼ばれる。ハチ全般の他、アリを含む大きなグループである。
膜翅目の名の由来ともなったように丈夫な膜状の4枚の翅を持つ、一般的に前翅の方が大きい。雌はしばしば産卵管を毒針に変化させている。ミツバチ科、スズメバチ科、アリ科の多くのように、社会性を持つものも多い。
アリ、ハチとも幼虫、蛹、成虫の段階があり、完全変態昆虫である。幼虫は多くのものでは付属肢のないウジ型に近いが、ハバチ類ではチョウ目の幼虫に似たイモムシ型である。受精卵はメスに、未受精卵は単為発生によりオスとして発生する。
ハチ、アリの詳細についてはそれぞれの項に任せる。ここでは、アリとハチの繁殖、進化、分類を述べる。

## ハチ目の繁殖と家族社会
ハチ目に属す昆虫は、雌を中心とした家族社会を構成しているものが多く存在することが知られる。すなわち、雌のうちの一匹から数匹が女王蜂（蟻）として産卵を担当し、それ以外の多数の雌は働き蜂（蟻）として巣作り・餌集めなどを担当するという分業を行っている。働きバチは通常は自分で繁殖はしない。このような繁殖しない個体がいる生物の性質を真社会性と呼ぶ。このハチ目の多くに見られる性質は、染色体の半倍数性に由来する。自分の遺伝子をより効率的に残そうとする性質は進化の過程で発達してゆく。しかしながら半倍数性性決定システムを持つハチ目の場合は、自分の実子を残すよりも姉妹や甥・姪を残す方が、自分の遺伝子を効率よく増やすことができる。よって働き蜂（蟻）は、自分の姉妹や甥・姪が子孫を残していくようにサポートする行動を取るのである。 この集団生活の単位をコロニーと呼ぶ。コロニーをそれ一つで他の生物の個体と同等のものと見なし「超個体」と呼ぶこともある。
ただし、真社会性の種だけでなく、子が親の子育てを手伝うだけの前社会性のものも知られる。また種数としては単独生活のものの方がはるかに多い。およそ13万から研究者によっては潜在種も含め30万とも見積もられているハチ目のうち、集団生活をする種は1割程度である。ハバチやキバチ等は自由生活、コバチやヒメバチなどは寄生生活（寄生バチと呼ばれる）、アナバチ類やスズメバチ上科の多くは狩りバチとして、ハナバチ類の多くは花粉や蜜を餌として単独で生活している。半倍数性はかならずしも真社会性に結びつかず、真社会性生活に移行しやすくなるだけだろうと考えられる。

## 進化（ただし異論有り）
ハチ目の分化には諸説ある。 2008年度の研究によると、ハチ目は完全変態を行う昆虫の共通祖先から最も初期に分岐し進化したとされる。
初期のハチは、ハバチのように植物を食べていたと考えられている。このハバチ亜目は、ハチ亜目の特徴である腹部のくびれがなく、より原始的な姿をとどめている。この中から植物ではなく他の昆虫の身体に卵を産みつける寄生バチが進化した。これらの寄生バチは獲物に産卵するための長い産卵管を持っており、これが後に毒針に進化することになる。また、腰にくびれが生じて腹部の動きの自由度が増すことにより、動く獲物にもより安全に産卵できるようになったと考えられる。アナバチやスズメバチのような狩りバチは寄生バチから進化した。元来が寄生虫である幼虫期は付属肢や感覚器、口器まで退化が著しく生活力が皆無であるため、繁殖行動のための形態であった成虫期の活動力を利用して幼虫の子育てを行うようになり、ここから社会性を発達させていったものとみられる。
真社会性を手に入れたミツバチやスズメバチの働き蜂が不妊となることは個体で考えると非合理的である。この点は生物は自身の遺伝子を残すものという自然選択説に反しているように見えたため議論になったが、姉妹を増やすほうが結果的に自身と似た遺伝子を増やすという血縁選択説が一つの理由だとも考えられている。

ハチ目は、花を咲かせる被子植物が多様化を進めながら分布を拡大するのに合わせるように白亜紀中期の1億年ほど前から繁栄し始め、5000万年前には現在見られるハチ目の主要な科がそろったようである。

## 分類
ハチ目（Hymenoptera）13万種

### ハバチ亜目（広腰亜目）
- アギトハバチ上科 Megalodontoidea
- キバチ上科 Siricoidea
- ヤドリキバチ上科 Orussoidea
- クキバチ上科 Cephoidea
- ハバチ上科 Tenthredinoidea
- ナギナタハバチ上科 Xyeloidea

### ハチ亜目（細腰亜目）
- タマバチ上科 Cynipoidea
  - タマバチ科 Cynipidae
  - ヤドリタマバチ科 Figitidae
  - ヒラタタマバチ科 Ibaliidae
  - ザイタマバチ科 Liopteridae
- コバチ上科 Chalcidoidea
  - イチジクコバチ科 Agaonidae
  - ツヤコバチ科 Aphelinidae
  - アシブトコバチ科 Chalcididae
  - トビコバチ科 Encyrtidae
  - アリヤドリコバチ科 Eucharitidae
  - ヒメコバチ科 Eulophidae
  - ナガコバチ科 Eupelmidae
  - カタビロコバチ科 Eurytomidae
  - ホソハネコバチ科 Mymaridae
  - タマヤドリコバチ科 Ormyridae
  - マルハラコバチ科 Perilampidae
  - コガネコバチ科 Pteromalidae
  - クロツヤコバチ科 Signiphoridae
  - マメトビコバチ科 Tanaostigmatidae
  - オナガコバチ科 Torymidae
  - タマゴコバチ科 Trichogrammatidae
- ヒゲナガクロバチ上科 Ceraphronoidea
  - ヒゲナガクロバチ科 Ceraphronidae
  - オオモンクロバチ科 Megaspilidae
- ヤセバチ上科 Evanioidea
  - セダカヤセバチ科 Aulacidae
  - コンボウヤセバチ科 Gasteruptiidae
  - ヤセバチ科 Evaniidae
- ヒメバチ上科 Ichneumonoidea
  - コマユバチ科 Braconidae
  - ヒメバチ科 Ichneumonidae
- イトヒキバチ上科 Megalyroidea
  - イトヒキバチ科 Megalyridae
- ムカシホソハネコバチ上科 Mymarommatoidea
  - ムカシホソハネコバチ科 Mymarommatidae
- タマゴクロバチ上科 Platygastroidea
  - ハラビロクロバチ科 Platygastridae
  - タマゴクロバチ科 Scelionidae
- ハエヤドリクロバチ上科 Diaprioidea
  - ハエヤドリクロバチ科 Diapriidae
- クロバチ上科 Proctotrupoidea
  - クロバチ科 Proctotrupoidae
  - クシヅメクロバチ科 Heloridae
  - シリボソクロバチ科 Proctotrupidae
  - イシハラクロバチ科 Roproniidae
  - ツツハラクロバチ科 Vanhorniidae
- ツノヤセバチ上科 Stephanoidea
  - ツノヤセバチ科 Stephanidae
- カギバラバチ上科 Trigonaloidea
  - カギバラバチ科 Trigonalidae

### 有剣ハチ下目
- セイボウ上科 Chrysidoidea
  - アリガタバチ科 Bethylidae
  - セイボウ科 Chrysididae
  - カマバチ科 Dryinidae
  - アリモドキバチ科 Embolemidae
  - シロアリモドキヤドリバチ科 Sclerogibbidae
  - クビナガバチ科 Scolebythidae
- クモバチ上科 Pompiloidea
  - アリバチ科 Mutillidae
  - アリバチモドキ科 Myrmosidae
  - クモバチ科 Pompilidae
  - ミコバチ科 Sapygidae
- スズメバチ上科 Vespoidea
  - トゲヒゲバチ科 Rhopalosomatidae
  - スズメバチ科 Vespidae
- アリ上科 Formicoidea
  - アリ科 Formicidae
- ツチバチ上科 Scolioidea
  - クビレバチ科 Bradynobaenidae
  - ツチバチ科 Scoliidae
- アゴバチ上科 Thynnoidea
  - ハイバチ科 Chyphotidae
  - アゴバチ科 Thynnidae
- コツチバチ上科 Tiphioidea
  - ムカシツチバチ科 Sierolomorphidae
  - コツチバチ科 Tiphiidae
- ミツバチ上科 Apoidea
  - セナガアナバチ科 Ampulicidae
  - ギングチバチ科 Crabronidae
  - アナバチ科 Sphecidae
  - ミツバチ科 Apidae
  - ムカシハナバチ科 Colletidae
  - コハナバチ科 Halictidae
  - ハキリバチ科 Megachilidae
  - ケアシハナバチ科 Melittidae